# Sperrbrecher
Sperrbrecher (Німецькою: неофіційно переводиться як «слідопит», але в буквальному сенсі означає "проривач мінних загороджень")) німецький допоміжний корабель часів Першої та Другої світових воєн який виступав у ролі тральщика. Завданням судна було рухатися вперед через мінне поле викликаючи детонацію мін на своєму шляху. Також їх використовували у якості кораблів протиповітряної оборони. Судна Sperrbrecher зазнали значних втрат під час війни.

## Історія використання
Sperrbrecher широко використовували німці під час Першої світової війни. Імперський флот мав тридцять Sperrbrecher для зачищення мінних полів – вісім було втрачено під час війни. Деякі з цих кораблів були обладнані літаками, наприклад Rio Negro, Plauen або Wigbert. Під час Другої світової війни ці судна отримали назву 'Торгові судні спеціального призначення', у Королівських ВПС вони отримали назву 'Важкі зенітні кораблі'. Під час війни Sperrbrecher робили з торгових кораблів, екіпажи загалом складалися з цивільних матросів, а трюми заповнювали плавучими матеріалами, що покращити плавучість після підриву на міні. Крім того зміцнювали носову частину судна. Перероблені на Sperrbrecher судна зазвичай мали сильне зенітне озброєння і часто мали дирижаблі загородження.
В основному Sperrbrecher використовували для ескортування інших суден через зачищені шляхи у мінних полях, з метою детонувати будь-які міни, які могли б потрапити в проходи. Крім того, судна типу Sperrbrecher, на початку війни, для зачистки ворожих мінних полів простим проходженням через них. Навіть зі зміцненим корпусом та плавучими матеріалами ці кораблі несли важкі втрати, а з появою акустичних та магнітних мін вони стали не ефективними. Пізніше судна типу Sperrbrecher використовували для ескортування субмарин при вході та виході з гавані.
Через своє важке озброєння та непогане керування вогнем, Sperrbrecher також використовували для боротьби з ескортними есмінцями Королівських ВМС.
У спробі протистояти новим мінам з магнітними детонаторами, деякі кораблі типу Sperrbrecher оснащували електромагнітами у носі. Систем VES, повинна була допомогти детонувати магнітні міни на відстані від судна, за специфікацією відстань підриву мін складала 460 метрів. Проте, ретельна робота військової розвідки Королівських ВМС дозволила побороти цей метод тралення мін. Він полягав у встановленні мін-пасток які вибухали коли корабель типу Sperrbrecher проходив над ними.
Більш як сто суден, переважно торгових, водотоннажністю 5000 та більше тонн, було перероблено на Sperrbrecher, і за оцінками понад 50 відсотків цих суден було втрачено протягом війни.
Під час війни один командир за службу на Sperrbrecher отримав Лицарський хрест Залізного хреста — корветтен-капітан резерву Карл Пальмгрен, командир Sperrbrecher IX та I.
Після закінчення війни, деякі Sperrbrecher повернули до торгового флоту і несли цивільну службу до 1970-х років.